# Bouillon, Belgien

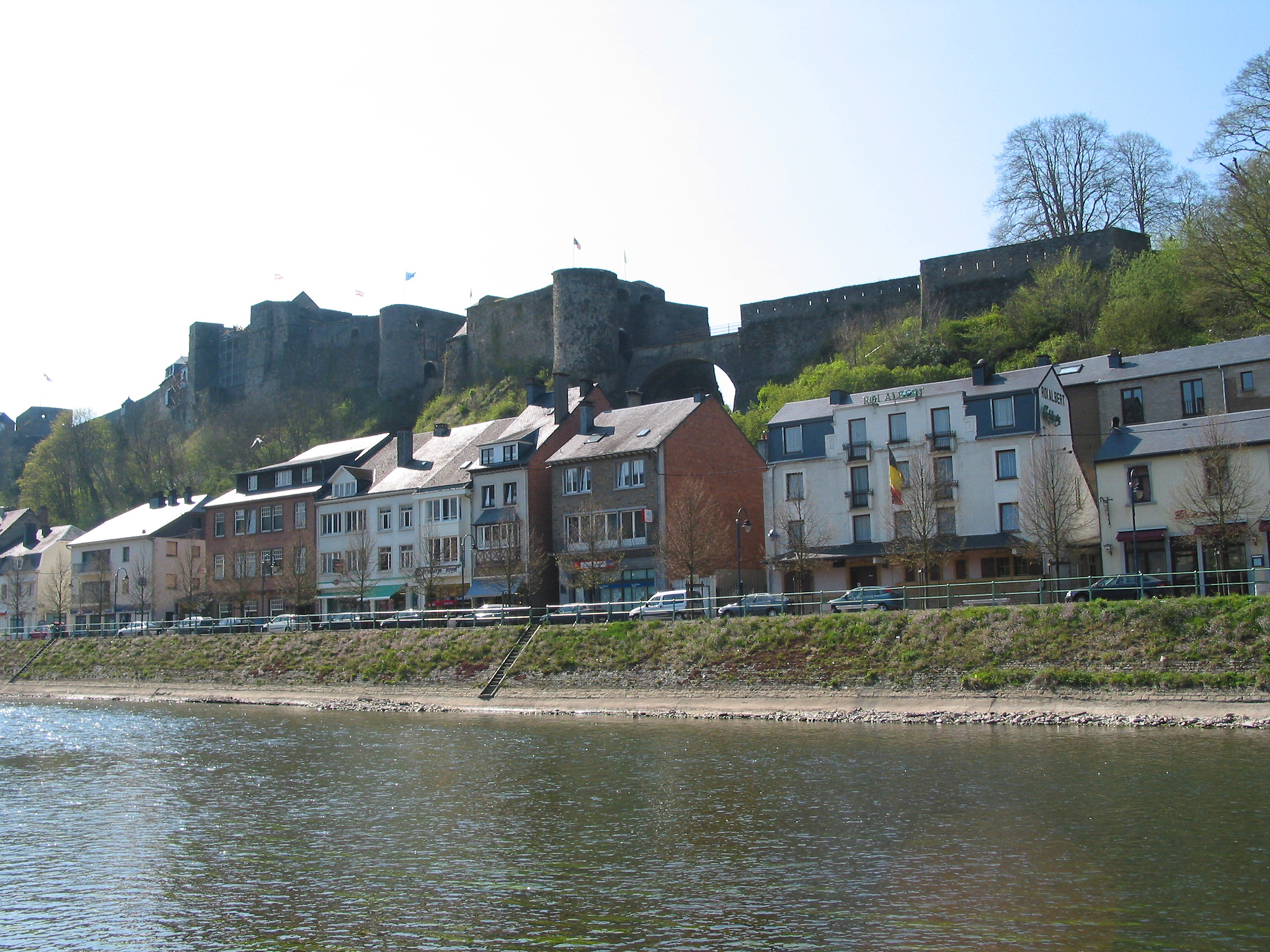
Bouillon.

Bouillon (vallonska: Bouyon) är en kommun i provinsen Luxembourg i regionen Vallonien i Belgien. Bouillon hade 5 357 invånare (2017).